# Пальмолаз
Пальмола́з (Berlepschia rikeri) — вид горобцеподібних птахів родини горнерових (Furnariidae). Мешкає в Південній Америці. Це єдиний представник монотипового роду Пальмолаз (Berlepschia).

## Таксономія і етимологія

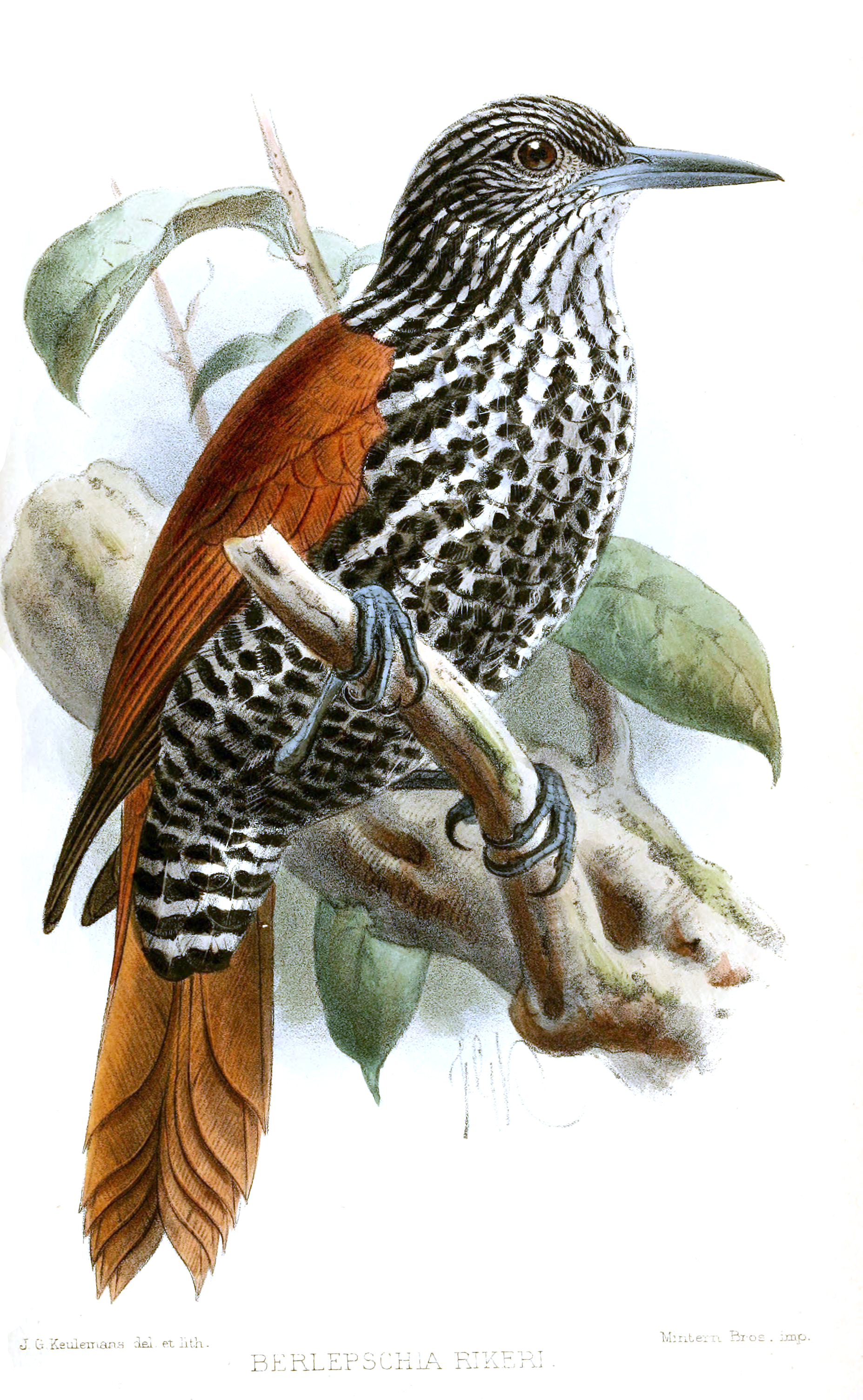
Пальмолаз

Пальмолаз

Пальмолаз був описаний американським орнітологом Робертом Ріджвеєм у 1887 році під назвою Picolaptes rikeri. В цьому ж році Ріджвей виділив вид до монотипового роду Berlepschia. За результатами низки молекулярно-генетичних досліджень, які показали, що пальмолаз не має близьких родичів, від був переведений до монотипової підродини Berlepschiinae і триби Berlepschiini.
Рід Berlepschia отримав назву на честь німецького орнітолога Ганса фон Берлепша (1850–1915). Видова назва B. rikeri вшановує американського колекціонера і орнітолога Кларенса Бейлі Рікера (1863-1947).

## Опис
Зовнішнім виглядом і поведінкою пальмолаз нагадує представника підродини дереволазних. Його довжина становить 22 см, а середня вага — 37 г. Голова, потилиця, шия і нижня частина тіла строкаті, поцятковані чорно-білими смугами. Спина, крила і хвіст птаха мають рудувато-коричневе забарвлення, поцятковане чорними плямками.

## Поширення і екологія
Пальмолази поширені на півдні Венесуели (Амасонас, північний Болівар, південний Монагас), в Гаяні, Суринамі, Французькій Гвіані, в Бразилії (на схід до південного Піауї і західної Баїї, на південь до південного Мату-Гросу і південного Гоясу), на південному сході Колумбії, на сході Еквадору і Перу та на півночі Болівії. Вони живуть в сухих і вологих тропічних лісах, на болотах і в саванах. Віддають перевагу заростям пальм Mauritia flexuosa та деяких інших, зокрема Attalea speciosa. Зустрічаються на висоті до 800 м над рівнем моря, переважно на висоті до 200 м над рівнем моря.

## Поведінка
Пальмолази зустрічаються переважно парами. Вони ведуть деревний спосіб життя, більшу частину часу проводячи серед пальмового листя. Майже ніколи не приєднуються до змішаних зграй птахів. Живляться комахами, яких шукають серед листя. Утворюють тривалі моногамні пари. Самці і самиці разом будують гніздо, насиджують яйця, доглядають за пташенятами та годують їх. Пальмолази будують гніздо з гілочок і сухого пальмового листя. В кладці від 2 до 5 яєць. Інкубаційний період триває 15-22 дні. Пташенята покидають гніздо на 13-29 день після вилуплення, однак продовжують залишатися на батьківській території ще кілька місяців.